# Harvey Penick
Harvey Morrison Penick (* 23. Oktober 1904 in Austin, Texas; † 2. April 1995) war ein herausragender US-amerikanischer Golftrainer.
Penick begann seine Karriere als Caddy im Austin Country Club im Alter von acht Jahren. Fünf Jahre später wurde er Assistenztrainer und wurde 1923 zum Cheftrainer ernannt. Dies blieb er bis 1973. Er trainierte von 1931 bis 1963 das Golfteam der University of Texas at Austin und drei Generationen berühmter Golfer wie Sandra Palmer, Ben Crenshaw, Tom Kite, Mickey Wright, Betsy Rawls und Kathy Whitworth.
Über 60 Jahre lang notierte Harvey Penick in einem kleinen roten Buch, was er lehrte, erlebte und lernte. Entstanden sind daraus Harvey Penick’s Golf-Weisheiten, die Aphorismen, Anleitungen sowie physische und mentale Tricks für Golfer aller Spielstärken umfassen. Das Buch, von dem über 1,3 Millionen Exemplare verkauft wurden, gilt als Kultbuch für Golfer und als meistverkauftes Sportbuch aller Zeiten.

## Auszeichnungen
- 1989: PGA of America Teacher of the Year
- 2002 World Golf Hall of Fame

## Veröffentlichungen
- Harvey Penick’s Golf-Weisheiten. 1992, ISBN 3-405-14720-4
- Harvey Penick’s little red book. 1992, ISBN 0-671-75992-2
- And if you play golf, you’re my friend. 1993, ISBN 0-671-87188-9